# Springergåde
En springergåde var især i 1800-tallets anden del en gåde, hvor det gjaldt om at finde et skjult budskab, idet hvert felt indeholdt et ord eller en stavelse heraf. Man skulle så finde sætningen ved at bevæge sig fra felt til felt på samme måde som springeren i et skakspil. Tekstfeltet behøver ikke at være af samme størrelse eller form som et skakbræt.